# Nuortajaure
Nuortajaure är en sjö i Arjeplogs kommun i Lappland och ingår i Skellefteälvens huvudavrinningsområde. Sjön har en area på 1,09 kvadratkilometer och ligger 445 meter över havet.

## Delavrinningsområde
Nuortajaure ingår i det delavrinningsområde (732515-161076) som SMHI kallar för Utloppet av Nuortajaure. Medelhöjden är 485 meter över havet och ytan är 12,4 kvadratkilometer. Det finns inga avrinningsområden uppströms utan avrinningsområdet är högsta punkten. Vattendraget som avvattnar avrinningsområdet har biflödesordning 3, vilket innebär att vattnet flödar genom totalt 3 vattendrag innan det når havet efter 287 kilometer. Avrinningsområdet består mestadels av skog (78 procent). Avrinningsområdet har 1,09 kvadratkilometer vattenytor vilket ger det en sjöprocent på 8,8 procent.